# Поцолан
Поцолан, известен също като поцоланена пепел (pulvis puteolanus на латински), представлява фина, пясъкообразна вулканична пепел. Поцоланената пепел първоначално е открита и добивана в Италия, около град Поцуоли. По-късно е открита също така и на други места. Витрувий съобщава за четири типа поцолан: черен, бял, сив и червен, като всички тези видове могат да бъдат открити във вулканичните области на Италия, например в Неапол.
От Античността поцоланът се смесва с калциев хидроксид за почуване на поцоланов цимент – вид цимент, различен от масовия в наши дни портландцимент – използван в римсикя бетон. В сравнение с обикновения портландцимент, поцолановият се характеризира с повишена водоплътност, химическа и корозионна устойчивост, по-ниска скорост на хидратация (взаимодействие с водата), по-ниска екзотермия (отделяне на топлина по време на хидратацията), по-голяма водопотребност, по-голямо съсъхване и пълзене и по-ниска мразоустойчивост. Поцолановият цимент е особено подходящ за съоръжения, които се намират в контакт с вода или се намират постоянно под вода.

## Химия
Поцоланът е смес от силициев оксид и алуминиев оксид, която влиза в реакция с калциевия хидроксид при наличие на вода. Тази смес придобива циментови свойства при стайна температура и има свойството да се втвърдява под вода. Това променило възможностите за направа на бетонни структури, въпреки че разкриването на пълния потенциал отнело на римляните известно време. Обикновено бил смесван в съотношение две към едно с вар преди добавянето на вода. Пристанището на Коза (Анседония) било изградено от поцолан излят под вода, най-вероятно използвайки дълга тръба, за внимателно изливане и непозволяване на проникването на солена морска вода. В днешни дни трите колони се виждат все още, с подводни части в много добро състояние, дори след повече от 2100 години.

## Съвременна употреба
Съвременните поцоланови цименти са смес от естествен или промишлен поцолан и портланд цимент. Освен за подводна употреба, високата алкалност на поцолана го прави устойчив на основните форми на корозия от сулфати. Веднъж втвърдена напълно, сместа портланд цимент-поцолан може да бъде по-здрава от портланд цимента. По-ниската порьозност води до устойчивост на просмукване на вода и раздробяване.
Някои промишлени източници на материали с поцоланени характеристики са: клас F (силициева) пепелина от ТЕЦ на твърдо гориво въглища, микросилиций от производството на силиций, пепелта от оризови люспи от оризищата и метакаолин от преработката на битумни пясъци. Метакаолинът като мощен поцолан, може да бъде произвеждан и е ценен при производството на бял бетон.
Други отпадни продукти използвани в композитните портланд цименти включват клас C (варова) пепелина и гранулиран шлак.

## Поцоланена реакция
Пуцоланена реакция е химична реакция възникваща в хидравличния цимент, смес от гасена вар (калциев хидроксид) с аморфни силициеви компоненти (пуцолан или поцолана, фина вулканична пепел, богата на обсидиан, вулканично стъкло, съдържащо се в лавата) и образуващо водонеразтворими калциево-силициеви хидрати. Това е основната реакция при римския бетон, изобретен в Древен Рим и използван при строежите като например Пантеона.
В основата на пуцоланената реакция стои, проста, киселинно базирана реакция между калциев хидроксид, известен също като Портландит, или (Ca(OH)2), и силициева киселина (H4SiO4). Тази реакция може да бъде представена така:
Ca(OH)2 + H4SiO4 → Ca2+ + H2SiO42- + 2 H2O → CaH2SiO4 • 2 H2O
или сумарно в съкратения вариант на циментните химици:
CH + SH → CSH
Полученото вещество с обща формула (CaH2SiO4 · 2 H2O) е калциево-силициев хидрат, съкратено CSH в нотацията на циментните химици. Отношението Ca/Si, или C/S, и броя на водните молекули може да се променя и горепосочената стехиометрия може да е различна.

## Отпратки
- Cook D.J. (1986) Natural pozzolanas. In: Swamy R.N., Editor (1986) Cement Replacement Materials, Surrey University Press, p. 200.
- McCann A.M. (1994) "The Roman Port of Cosa" (273 BC), Scientific American, Ancient Cities, pp. 92 – 99, by Anna Marguerite McCann. Covers, hydraulic concrete, of "Pozzolana mortar" and the 5 piers, of the Cosa harbor, the Lighthouse on pier 5, diagrams, and photographs. Height of Port city: 100 BC.